# Ebrechtella margaritacea
Ebrechtella margaritacea là một loài nhện trong họ Thomisidae.
Loài này thuộc chi Ebrechtella. Ebrechtella margaritacea được Eugène Simon miêu tả năm 1909.